# Versprechen
Das Versprechen bezeichnet zwei grundsätzlich unterschiedliche Arten von Sprechakten,
1. eine Zusage bzw. Absichtserklärung
2. etwas falsch oder fälschlicherweise Ausgesprochenes: Versprecher und speziell Freudscher Versprecher.

## Versprechen als Zusage bzw. Absichtserklärung
Das Versprechen ist eine einseitige Zusage über eine zukünftige Handlung oder ein zukünftiges Ereignis. Es findet zwischen zwei oder mehr Personen statt, bei denen (mindestens) eine das Versprechen abgibt, das an die andere oder die anderen gerichtet ist. Versprechen sind, da sie auf zukünftige Handlungen gerichtet sind, niemals völlig sicher. Sie sind auch an das Vertrauensverhältnis und die Situation gebunden. Obwohl ein Versprechen oft nach einseitigem Vorteil aussieht, bieten Versprechen oft gegenseitige Vorteile. In vielen Kulturen wird das Brechen eines Versprechens als unehrenhaft angesehen. Man kann etwas versprechen, ohne es halten zu können, im Glauben, es halten zu können.
Eine besonders formelle und strenge Art des Versprechens sind das Gelöbnis und das Gelübde, die oft mit bestimmten Initiationsriten einhergehen und immaterielle Dinge betreffen.
Noch strenger ist der Eid, sofern er auf zukünftige Handlungen ausgerichtet ist, zum Beispiel der Fahneneid.

## Pfadfinderversprechen
In der Pfadfinderbewegung bekennt jeder Einzelne sich mit dem Pfadfinderversprechen zu den Idealen der Pfadfinder.

## Religiöse Versprechen
In der katholischen Kirche wird zwischen zeitlichen und ewigen Gelübden und zeitlichen oder ewigen Versprechen unterschieden, daneben gibt es auch private Gelübde. Der Unterschied besteht vor allem darin, wer eine solche Bindung gegebenenfalls lösen darf.